# Norfolkkaka
Norfolkkaka (Nestor productus) är en utdöd fågel i familjen maoripapegojor inom ordningen papegojfåglar. Fågeln förekom på Norfolkön och Phillip Island. Den rapporterades senast 1851. IUCN kategoriserar arten som utdöd. Drivande faktorer tros vara röjning av dess levnadsmiljö och jakt.